# Kasseturm

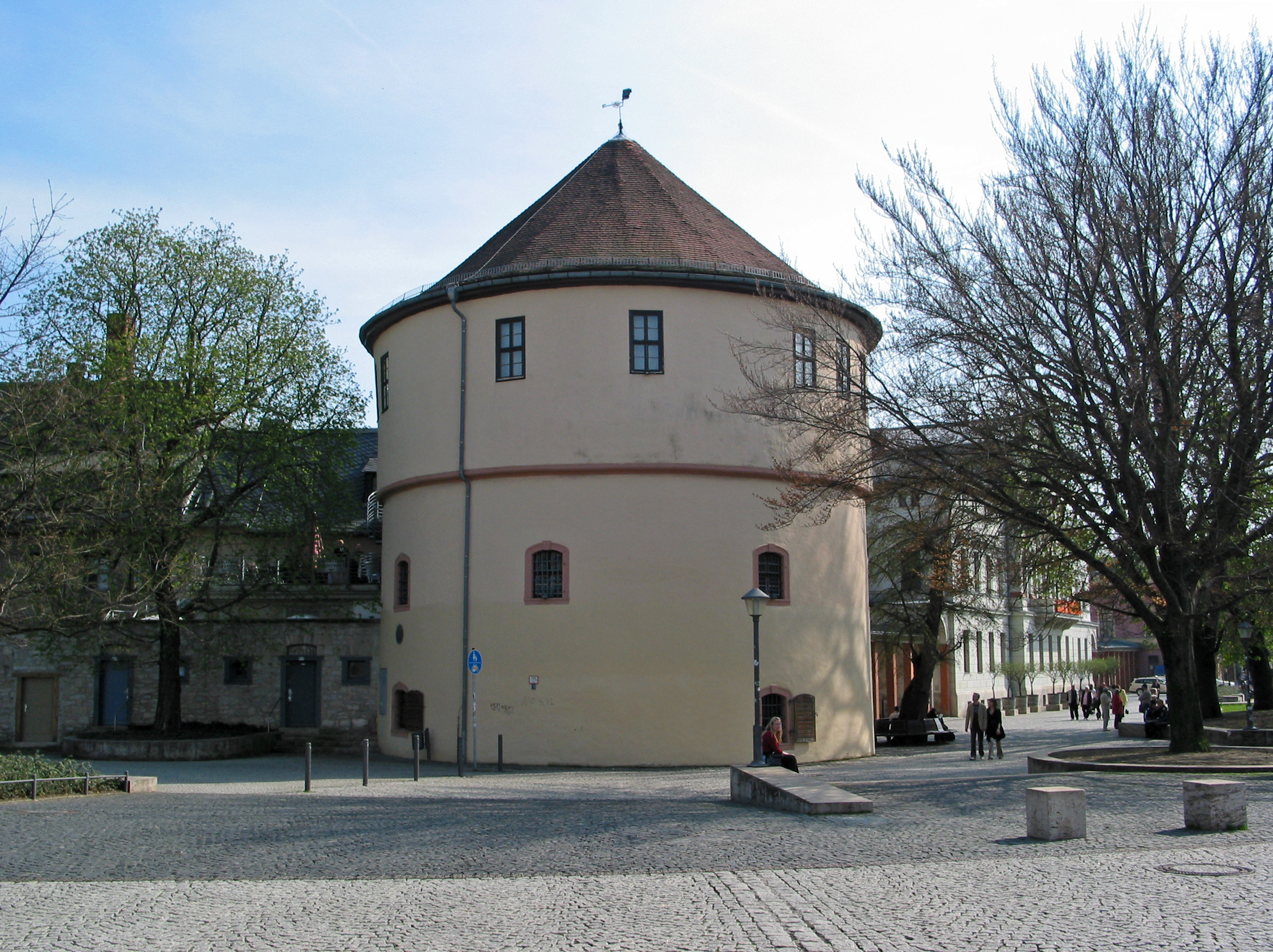
Der Kasseturm in Weimar

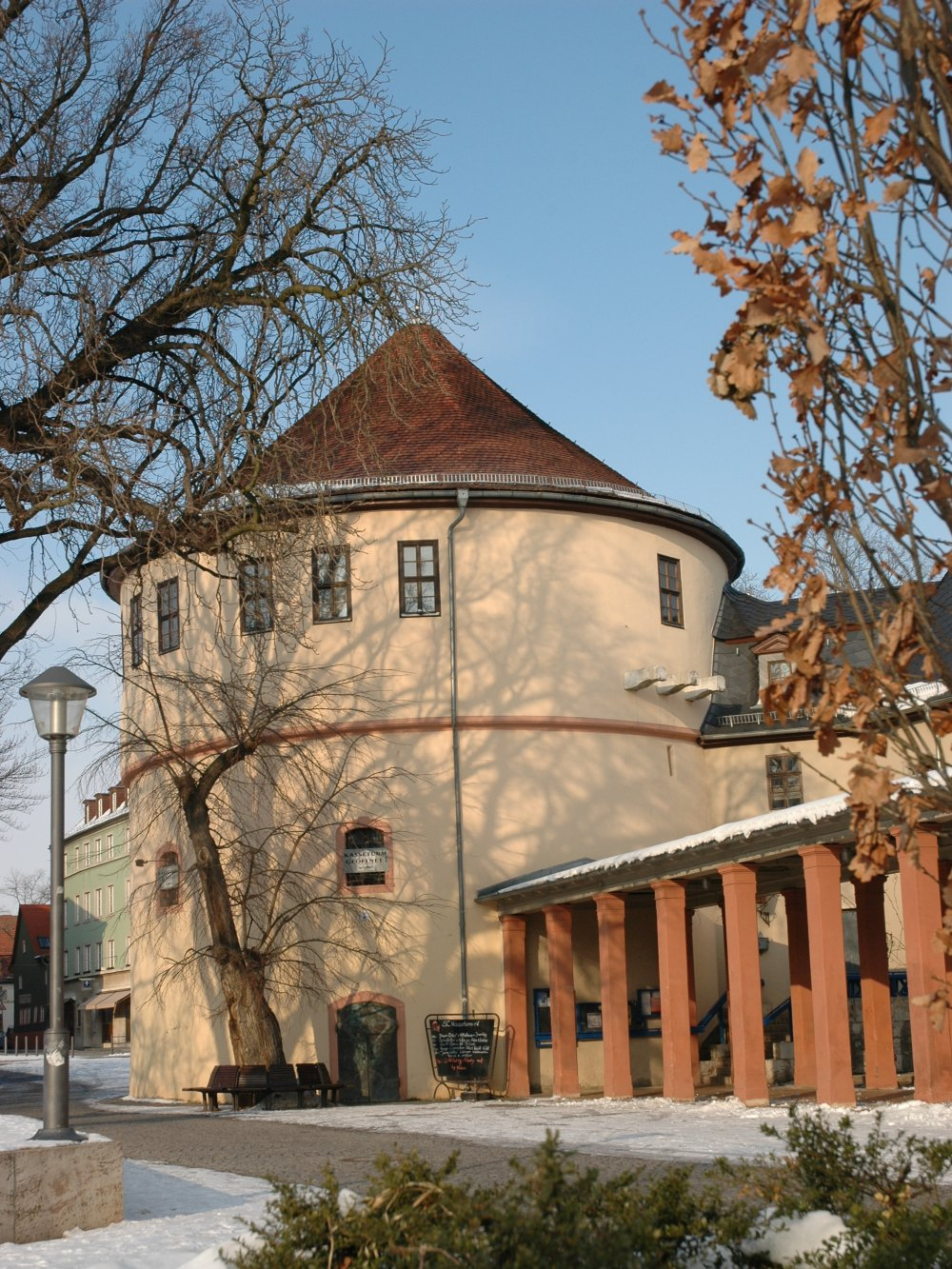
Südansicht des Kasseturms

Der Kasseturm ist ein ehemaliger Turm der Stadtmauer der Altstadt von Weimar, der heute als Studentenclub dient. Er wurde um das Jahr 1500 erbaut und hatte ursprünglich zwei Geschosse und ein mit Zinnen besetztes Obergeschoss. Außer ihm ist von den Türmen der einstigen Stadtmauer (Graben) nur noch der sogenannte Stadtturm übrig. Er trägt die Hausnummer Goetheplatz 10.

## Geschichte
Bedingt durch die Aufgabe als Wehrturm wurde der bedrohte Teil der Außenmauer verstärkt ausgeführt. Die äußere Gestalt und der Grundriss der inneren Räume sind jeweils kreisförmig mit versetzten Mittelpunkten aufgrund der Außenwand-Dickenunterschiede, womit sich ein exzentrischer Grundriss ergibt. Der heutige Keller und die erste Etage sind als Gewölbe ausgebildet.
Der Keller diente ursprünglich als Lager für Munition und Ausrüstung. Die erste Etage war mit Kanonen bestückt, die in fünf Schießscharten angeordnet waren. In die Außenmauer sind auf der ehemals stadtzugewandten Seite steinerne Treppen integriert. Das ursprüngliche Aussehen ist in den unteren beiden Etagen weitestgehend erhalten geblieben.
Nach 1770 wurden durch Anton Georg Hauptmann (1735–1803) umfangreiche Umbauarbeiten vorgenommen, die dazu dienen sollten, den Turm bewohnbar zu machen. Hierbei bekam der Kasseturm seine jetzige Gestalt. Das Obergeschoss wurde in Fachwerk erbaut und ein Spitzdach aufgesetzt.
Nach dem Brand des Weimarer Stadtschlosses 1774 wurden der Turm und das angrenzende Gebäude Kleine Teichgasse 8, der einstige Frankesche Hof, Sitz der Fürstlichen Landschaftskasse, einer Finanzbehörde, da Anton Georg Hauptmann gegenüber der Herzoglichen Kammer stark verschuldet war und den Turm und das angrenzende Gebäude zur Tilgung dem Weimarer Hof überließ. In seiner Funktion als Sitz der Landschaftskasse bekam der Turm schließlich den Namen „Kasseturm“. Diese Funktion hatte indes das Weimarer Kassengewölbe nie besessen. Aber durch den Umstand, dass diese ursprünglich 1715 als Erbbegräbnis errichtete Begräbnisstätte auf dem Jacobsfriedhof Weimar 1742 in den Besitz der Weimarer Landschaftskasse überging und für Leute des gehobenen Weimarer Bürgertums genutzt wurde, die kein Erbbegräbnis besaßen, bekam es seinen etwas irreführenden Namen.
Ab 1809 beherbergte das Gebäude ein Landesvermessungsbüro. Zu Beginn des 20. Jahrhunderts wurde es Sitz des großherzoglichen Schulamtes. Von den 1930er Jahren bis 1961 wurde er als Lager für Obst und Gemüse genutzt, im Zweiten Weltkrieg als Luftschutzkeller.
Umgestaltung zum Studentenclub
Ab 1961 wurde er durch die Architekturstudenten des 5. Studienjahres der damaligen Hochschule für Architektur und Bauwesen, der heutigen Bauhaus-Universität, Heinz Schwarzbach, Dietrich Schreiner und Gerhardt Berndt, projektiert und von Architekturstudenten des 3. Studienjahres im Praktikum zum FDJ-Studentenclub umgebaut. Studentische Bauleiter waren Klaus Uhlmann und Walter Müller. Außer bei den Fachbauleistungen waren Studenten aller Fachrichtungen der Bauhochschule tätig.
Die Startup-Finanzierung von 30.000 MDN erfolgte durch die Stadt Weimar (Baudirektor Prof. A. Bach). Am 18. Dezember 1962 wurde der Kasseturm feierlich eingeweiht. Klubleiter waren immer Studenten, wie anfangs Wolf-Dieter Cott, Klaus Uhlmann, Uwe Anders u. a. Die Rechtsträgerschaft hat seit 1990 der Kasseturm e. V.

## Verschiedenes
- An der Entstehung des Studentenclubs war Burkhard Lasch beteiligt – er hat den Mitgliedsausweis mit der Nummer 001.[1]